# 台湾尿肠外颈吸虫
台湾尿肠外颈吸虫（学名：Uroproctepisthmium taiwanense）为棘口科尿肠外颈属的动物。分布于台湾南投县等地，营寄生生活，宿主牛背鹭的小肠。该物种的模式产地在台湾南投县。